# Stigmatopora harastii
Stigmatopora harastii — вид риб родини іглицевих (Syngnathidae). Описаний у 2020 році.

## Назва
Вид названий на честь Девіда Гараста — австралійського морського біолога, дайвера та фотографа, який першим виявив цих риб та припустив, що це новий вид.

## Поширення
Вид поширений на південному заході Тихого океану біля узбережжя австралійського штату Новий Південний Уельс. Мешкає у заростях червоних водоростей на глибині 10-25 метрів.

## Опис
Риба завдовжки до 14,6 см. Тіло червоного кольору з декількома білими плямами на боках голови.